# Pobeda (gisement)
Pour les articles homonymes, voir Pobeda.
Pobeda (victoire en russe) est un gisement géant de pétrole et de gaz naturel découvert en 2014 en mer de Kara dans les eaux russes. Les premières estimations de réserves du gisement se montent à 130 millions de tonnes (tout juste inférieur au milliard de barils) de pétrole et 500 km3 de gaz naturel. Ce volume en fait la plus grande découverte dans le monde pour l'année 2014. Le forage a été réalisé en coopération entre les géants pétroliers Rosneft et ExxonMobil. Le gisement est situé dans une faible profondeur d'eau (81 mètres) mais à 250 km du littoral.
Cependant, la mise en production du gisement prendra du temps, en raison de la combinaison d'un faible prix du baril, de la relative inexpérience de Rosneft dans l'offshore, et des sanctions occidentales frappant la Russie.